# 비확률표집
비확률표집(non-probability sampling)이란, 사회과학 및 통계학 리서치(research)에서, 실험참가자를 뽑는 방식의 일종이다.
(1) 모집단에 속한 연구대상이 표본으로 선정되는 확률을 사전에 모르는 상태에서 표본을 추출하는 주관적 샘플링 방법으로서, (2) 연구자의 의도가 개입되어 샘플링이 이루어지는 것이 특징이다.

## 종류
- 암시적 모집단/이상적 모집단

암시적 모집단은 비확률적 샘플링에서 나타나는 표본에 대한 모집단을 뜻하며, 이상적 모집단은 연구주제에 관련해 가장 적합한 모집단으로 일반화된 적용대상이 되는 모집단을 말한다. 이 두 모집단이 일치하지 않는 경우에는 표본선택 바이어스가 발생하므로 표본에서 얻은 결과를 일반화하는 데에 주의가 필요하다.
- 편의 샘플링

조사 시점 및 장소 등이 연구진행에 편리하게 표본을 선택하는 것이다. 편의 샘플링을 통한 표본은 모집단에 대해 대표성이 떨어지므로, 표본 분석 결과를 모집단에 대한 추측으로 일반화하는 통계적 추론 과정을 거칠 수 없다.
- 판단 샘플링

연구 목적에 가장 적합한 표본이라고 생각하는 연구 대상을 선택하는 방법이다.
- 쿼타 샘플링

모집단을 세그먼트로 구분하여 각 세그먼트에 표본 수를 나타내는 쿼타를 할당하는 비확률적 샘플링이다. 세그먼트 내에서는 연구 주제와 관련된 특성이 비슷해야 하며, 세그먼트 사이에서는 서로 다르도록 모집단을 나누는 면에서는 층화샘플링과 비슷하다. 층화샘플링과 다른 점은, 확률에 따라 표본이 선택된 것이 아니라 조사자의 주관적 판단이나 편의에 따라 샘플링되었다는 점이다. 세그먼트에 대한 표본 수의 할당은 세그먼트에 속하는 연구대상이 얼마나 다양한 반응을 나타내는지, 어느 정도의 정확한 연구 결과를 원하는지, 경제적으로 효율적인지(시간, 비용) 등을 고려해 판단한다.
- 눈덩이 표집

사회과학 및 통계학 리서치(research)에서, snowball sampling, chain sampling, chain-referral sampling, referral sampling 등으로 불린다) 실험 참가자를 뽑는 비확률적 샘플링(non-probability sampling) 기법을 말한다. 소개의 소개를 받아 계속 연구대상이 표본으로 선택되는 비확률적 샘플링으로서, 모집단에 속하는 연구대상을 찾기 어려울 때, 유용하다.

## 같이 보기
- 표본조사
- 군집표집
- 단순 무작위 추출법
- 계통표집